# 1931年9月26日月食
1931年9月26日月食为一次在协调世界时1931年9月26日出現的月全食。該次月食半影食分為2.432、全影食分為1.325。偏食維持了114分，全食維持42分。

## 概述
這次月食的食分是0.18，偏食維持了114分，全食維持42分。

## 基本參數
- 類型：月全食
- 食甚資料：
  - 日期：1931年9月26日
  - 時間：19:48
  - 月球位置：赤經0.18度、赤緯0.9度
  - 食分：半影食分：2.432、全影食分：1.325
  - 持續時間：偏食114分、全食42分

## 外部連結
- NASA月食專頁（页面存档备份，存于）（英文）